# 最高機密 (漫畫)
《秘密 -The Top Secret-》（日語：秘密 ―トップ・シークレット―）是日本漫畫家清水玲子的日本漫畫作品。1999年於白泉社其下的漫畫雜誌《MELODY》3月號中先以《秘密 -The Top Secret- 1999》（秘密 ―トップ・シークレット―1999）為名連載。其後於2001年正式以《秘密 -The Top Secret-》（秘密 ―トップ・シークレット―）為名連載。2005年曾推出《秘密 -The Top Secret- 2001》的廣播劇CD。雖然發行時間經年，但首三冊的銷量己超過60萬部。於2012年6月連載結束，單行本全12卷。此為清水玲子繼月光迷情及輝夜姬等成功作品後的另一部科幻連載作品。
該作品在2011年獲選日本第15屆日本新媒體動漫藝術節漫畫部門優秀獎。
2012年完結本傳後連載續篇《秘密 season 0》。

## 概要
清水玲子總是走在時代的最前端，一直喜歡將故事背景設定為科技高度發達而且存在神秘力量的世界，《秘密》短篇集也不例外。《秘密》的主題是探討隱私、道德、法律三者難以平衡的關係，每個故事都很引人深思。在科幻、推理的包裝底下，其實作者更著重刻劃人與人之間的關係，與及人類複雜的感情世界。根據作者本人的描述：

「這部作品是以描寫通過『死』將人的『視覺』再現為起點的作品。因此該作品的重點並不是為了描寫如何去解開殺人魔術為主的，因此希望這部動畫做成以人類Drama為中心。」（──清水玲子）

## 故事簡介
以公元2060年為舞台，講述當時一個被通稱為「第九」；全稱為「科學警察研究所．法醫第九研究室」的政府機關。其工作主要是負責從已死去的人們腦中提取出還活著時所見到的影像，從而使各種懸案得以破案。該機構是被高度保密的，而且由於涉及到私生活及倫理性的問題，就連在警察內部也得不到正式的認可。而被分配在這裡工作的研究員青木一行，與擁有稀有的美貌的「第九」室長薪剛一起，從被害者生前所看到的影像中尋找線索，從而追察出各類事件的真相。但是，直面死者的記憶，卻帶有超出了想像的殘酷性......

## 登場人物
- 列出之聲優前面為廣播劇CD、後面為電視動畫的配音員，只有一名聲優代表是電視動畫的配音員。
- 在此条目中，各故事名称采用缩略记法，比如《秘密 -The Top Secret-2001》记为「2001」。

### 第九
全稱「科学警察研究所 法医第九研究室」。
薪剛（聲優：谷山紀章／關智一（日本）；宋克軍（臺灣））
警视正。「第九」的室长。生于约2027年1月28日，2035年父母在火灾中身亡（「创世纪」）。35岁，身高163cm，外表年龄比实际年龄小很多（看起来像高中生）。是唯一一名在看过“28人连续杀人事件”罪犯脑部后还能正常工作的调查员，认为该事件发展到这种程度都是自己的责任。总是穿着防弹背心，并在睡觉时抱着内藏手枪的书。除少数人外，到「第九」的新人有一半因为与他不和而辞职。对青木一行很严厉，但其实非常重视青木。2062年离开「第九」，前往美国参加MRI国际开发项目，2065年归国并晋升为警视长，任警察厅科学警察研究所所长（「一期一会」）。
青木一行（聲優：川島得愛／浪川大輔（日本）；吳文民（臺灣））
2060年被分配到「第九」。23岁。身高190cm。东大法律系毕业。有飞行执照，曾驾驶直升机（「2001」）。虽然，在「第九」里经常被薪刚冷言叱喝，且工作得不到家人理解，但他仍怀着对「第九」和薪刚的向往继续在「第九」工作。在「2002」中，为寻找天地奈奈子的身体，提议用MRI调查其梦境以获得线索。他在与三好雪子的工作及私人接触中对她萌生了好感（「2007」），并在明了三好对薪刚心意的同时向三好求婚（「2008」），后来两人分手。在姐姐和姐夫遇害后，收养了外甥女小舞（2009）。2064年任第八管区（九州）室长。
岡部靖文（聲優：銀河萬丈／目黑光祐（日本）；曹冀魯（臺灣））
青木的前辈。负责天地奈奈子的教育工作，但将此任务转交给了青木。长相像大猩猩，看起来很老，其实才36岁且独身。
今井博（聲優：白熊寬嗣／不明（日本））
小池穗高（聲優：吉野貴宏／森訓久（日本）；宋克軍（臺灣））
曾我育秀／曾我孝（聲優：濱田賢二（日本）；吳文民（臺灣））
青木的前輩，「第九」的另一位探員，主要工作亦是外出查案。
宇野崇
鈴木克洋（聲優：松田佑貴／浪川大輔（日本）；曹冀魯（臺灣））
在「2001」和「创世纪」中登场的「第九」已故调查员。东大法律系毕业，和薪刚是大学时代好友，两人同时进入警界并在「第九」建立时加入。「28人连续杀人事件」时，看到自责不安的薪刚而决定独自一人看完贝沼的脑部，但却在看完之后精神崩溃患抑郁症，毁掉了贝沼的脑并向薪刚开枪，被正当防卫的薪刚意外射杀。生前是三好雪子的恋人。
天地奈奈子（聲優：野中藍（日本）；曾允凡（臺灣））
「2002」中的人物。「第九」中第一位女性及非精英成员，青木之後輩。可以看见生灵，加入「第九」是想研究重大犯罪和心灵的关系。為人理性通達，很會關心別人。與薪及青木不同的是，天地辦案時總能從旁觀者的角度觀察案情，一直保持以專家的立場去看待案件。加入三个月后，在私下调查时被罪犯绑架，并将其大脑皮质切下送到「第九」。其身体其余部位在三天后死亡。
小野木田聖（聲優：真殿光昭（日本）；胡鎮璽（臺灣））
「第九」的電腦控制員，為人開朗、幽默，擁有強大的電腦分析技能，MRI系統也是主要靠他操作，工作十分專業。
仙道滿（聲優：仙台惠理（日本）；馮友薇（臺灣））
雖然也算是青木的前輩，但其實是一位個性輕快的妙齡女郎。主要負責MRI系統之影像播放工作。
長嶺昌親（聲優：大塚芳忠（日本）；曹冀魯（臺灣））
職位是警視正，剛從FBI進修歸國，擔任第九的副室長和警察官房的審議官。

### 嫌犯
貝沼清孝（聲優：檀臣幸／長島雄一（日本）；胡鎮璽（臺灣））
「2001」中的人物，「28人连续杀人事件」和「未成年连续自杀事件」的疑犯。从2058年4月至2059年8月被逮捕，一年零四个月间，贝沼用28种方法杀害了28个少年。在该事件的侦查期间，贝沼自杀于看守所。贝沼自杀身亡数月后的2060年1月17日，有9名少年自杀。
女醫生
「2002」中的人物，「白泉医院」的医生，「澁谷连续少女杀人事件」的疑犯。在被逮捕前自杀。
露口絹子（聲優：桑島法子（日本））
「2003」中的人物，21岁，露口浩一的长女。18岁时，犯下「絹子与失踪案件」和「镰仓灭门案」。由于过去的心理创伤而憎恨男性，陆续杀害了四名与她发生过关系的男性，并在杀害了除父亲外的其他家庭成员后离家。自称丧失记忆，以别名「山口爱」在由府的设施中接受保护，在父亲因「镰仓灭门案」被执行死刑后才「恢复记忆」出现在世人面前。当「第九」调查露口浩一的脑部时才发现「镰仓灭门案」的真相，并怀疑她杀害了四名失踪者，但苦于没有证据及当时她未成年而无法有所作为。直到絹子杀害了可能发现她秘密的全盲少年平井学，才通过观察平井学的狗「ZIP」的脑部找到证据。
露口浩一
「2003」中的人物，46岁，露口娟子的父亲。2061年1月9日，作为「镰仓灭门案」犯人被执行死刑。实际上，是因为对女儿娟子怀有爱意，为了袒护女儿故在她杀害家人并离家出走后用钝器敲坏了三人的头部（避免脑部被用于MRI调查，隐藏女儿的犯罪事实），临刑前后悔莫及。
篠崎佳人／關口佳人
「2005」中的人物，16岁。工作是在「花与梦动物公园」穿绒毛娃娃装扮「恰比」。利用其女性般的容貌和声音，可以装成他的妹妹「香里」。五年前11岁时，与妹妹一起被大仓抓住，大仓对另一个小孩的行凶场面及证据被片岡等人撞见，但片岡等人逃脱出去后基于自身原因并没有向警方报告这件事。佳人的妹妹香里在之后被大仓杀害，佳人曾一度从大仓处逃出，但因故已无法回家，故又回到大仓身边，改姓氏为「關口」与大仓一起生活。后利用大仓对他的爱意，对片岡等人展开复仇。
大倉正
「2005」中的人物，53岁。身心残障人士。五年前，穿着「恰比」装，杀害了包括篠崎香里在内的4名儿童，切割下这些孩子身上与自己残障部位相同的身体部位并储存在冰箱中。最后被片岡殴打致死。
男子A
「2007」中的人物。在清晨的通勤电车中杀害了里中恭子，后因感染「威尔逊病」病发身亡。
張真（聲優：山口勝平（日本）；胡鎮璽（臺灣））
「2007」中的人物，27岁。来自中国的医药公司研究生，暗恋里中恭子。在男子A杀害里中恭子时上前想阻止男子施暴，随身携带的袋子被割破，导致其培养的「威尔逊病菌」在该车厢中蔓延。逐一杀害了四名出现「威尔逊病」感染症状者，据推测是基于不想让感染者继续感染他人使受害者范围扩大以及对当时见死不救者进行报复两方面原因。
梨田
「2008」中的人物，在癌症末期向牧师和警察供诉60年前曾诱拐一名小孩并将他杀害买尸。事实上，那名小孩是他表弟。
濱田葵
「2008」中的人物，原名堀江葵，35岁。三好雪子大学好友。25年前10岁时，因不堪忍受父亲堀江太一对其的家庭暴力而将其杀害。
光浦茜
「2008」中的人物，95岁。光浦信昭的母亲，和梨田的母亲是姐妹。在知道信昭60年前是被梨田杀害的后，去医院杀害了已是癌症末期时日无多的梨田。

### 受害者
山口和英（聲優：浦田優／佐藤雄大（日本））
「2001」中的人物。15岁。被看见的幽灵少年追逐而跳楼自杀。
淺野浩一（聲優：岡本寬志／逢坂力（日本））
「2001」中的人物。17岁。看见幻影，割断颈动脉自杀。
北村昌人（聲優：逢坂力（日本））
「2001」中的人物。17岁。同山口和淺野一样，都是「未成年连续自杀事件」的目标，但因未达到贝沼定下的暗示启动条件，而成为被其催眠的10名少年中唯一的幸存者。
平井學（聲優：高城元氣（日本）；胡鎮璽（臺灣））
「2003」中的人物。全盲少年，中学一年级学生。在「镰仓灭门案」前即认识露口娟子，因事件发生时他还是小四学生，他的父母并没有告诉他露口家的灭门惨案，对于他来说，娟子只不过是在散步时经常遇到的「大姐姐」。但在三年后娟子再次带他到藏尸地点时，已上国中的他虽然眼睛看不见但还是发现了此处的异常，所以遭到娟子的杀害。
ZIP
平井學少年饲养的狗，既是他的朋友也是他的眼睛，和平井學一起被车撞死。「第九」通过用MRI调查它的脑才发现平井學的死并不是单纯的交通事故，并发现露口娟子的藏尸地点。在ZIP的脑中看到的一直都是有着平井學的美丽世界。
篠崎香里
「2005」中的人物。篠崎佳人的妹妹，五年前被大仓杀害。
土屋雅紀
「2005」中的人物。20岁。左手和左脚被敲得粉碎，在断气之后，仔细被剥下全身皮肤，最后加以斩首。没有被破坏的脑部被送往「第九」。5年前，参加补习班时，在全国模拟考结束的那天，和其他五人（片岡、石崎、西澤、竹内、境）一起溜出宿舍，在一个医院废墟中发现了正在切割小孩腿的大仓以及被剥下皮的小孩和其皮肤。但因为当天他们服用了名为「HARRIS」的违禁药物，为了不让自身前途受到影响，在离开废墟后，这六人并没有向警方报告这件事情。
西澤
「2005」中的人物。和土屋是同补习班同学。被杀害后剥下皮肤放入冰箱。
竹內
「2005」中的人物。和土屋是同补习班同学。被大仓切下头部死亡。
片岡修
「2005」中的人物。和土屋是同补习班同学。片岡爱的哥哥。
石崎立矢
「2005」中的人物。和土屋是同补习班同学。
境
「2005」中的人物。和土屋是同补习班同学。
片岡愛
「2005」中的人物。片岡修的妹妹，被篠崎佳人诱拐。
里中恭子
「2007」中的人物。21岁。在清晨通勤电车中被杀害的药剂师。原名「朱惠美」，是两年前入日籍的中国人。因要占着兩人座位的男子A让座给腿脚不方便的老婆婆而被其杀害。
林田雅子
「2007」中的人物。在超市工作的主妇。里中恭子被杀害那天乘坐了同一班电车。感染「威尔逊病」，被张真杀害。
森山渚
「2007」中的人物。17岁。都内女子高中生。当天和里中同坐一班车。感染「威尔逊病」，被张真杀害。
押井正
「2007」中的人物。55岁。从广岛独身来东京工作。当天和里中同坐一班车。感染「威尔逊病」，被张真杀害。
岸谷理香子
「2007」中的人物。16岁。森山渚的同学。当天和里中同坐一班车。感染「威尔逊病」，被张真杀害。
光浦信昭
「2008」中的人物。60年前被梨田杀害的少年。
堀江太一
「2008」中的人物。滨田尚（堀江尚）和滨田葵（堀江葵）的父亲。酒精依赖症患者，喝酒后会对家人施加暴力，首先是对妻子千佳子（导致其意外身亡），在惧怕会有同样下场的儿子堀江尚离家出走后将暴力的矛头指向了当时只有10岁的女儿堀江葵。25年前，被不堪忍受的堀江葵杀死。
濱田尚
「2008」中的人物。41岁。原名堀江尚，滨田葵的哥哥。25年前，在母亲死后，因害怕被父亲虐待致死而离家出走。一段时候后回家接妹妹葵时才发现父亲已经被不堪忍受其暴力的葵杀死，为此感到自责，认为正是因为自己当时没有将葵一起带走才让葵遭遇痛苦。决心无论发生任何事都要保护妹妹，即使是自己背上杀人的罪名。被早濑昭二杀死（属于正当防卫）。

### 其他人物
三好雪子（聲優：篠原惠美（日本）；魏晶琦（臺灣））
第一法医研究所（通称「第一」）的验尸官。35岁。在「2007」和「2008」中登场。是薪刚的老朋友，以「刚君」称呼他，是目前所有出场人物中唯一以名而不是姓称呼薪的。铃木生前的女友。乐观坚强，对自己的工作能力非常有自信。能安然在解剖台上、尸体旁边睡觉。在「2007」中，因解剖感染了「威尔逊病」的尸体而患上该病，后注射了老婆婆的血清而恢复健康。在「2007」的最后吻了青木，但实际上喜欢的是薪刚。柔道黑带。与青木订婚，后来分手。在「一期一会」中结婚，改名黑田雪子。
小香
在「第一」中担任三好助手的女性。
幽靈少年（聲優：下和田裕貴（日本））
「2001」中的人物。山口因被其幻影追逐而自杀，实际上在一年半前就因为不堪忍受山口等人的欺负自杀身亡。
青木之父（聲優：西村知道（日本）；宋克軍（臺灣））
「2003」中的人物，出场时已病逝。一位十分平凡的退休人士，對於兒子能在警視廳工作感到自豪，卻不知道自己的兒子原來在特殊機關「第九」工作，且每天面對著亡者記憶之殘酷與揭人之密的內心掙扎。
青木之母（聲優：野澤由香里（日本）；馮友薇（臺灣））
在「2003」中出场。对青木的工作抱有偏见，担心青木会去看死去父亲的脑。因不想向亲戚朋友解释青木的真正工作，而只对他们说青木进了警视厅。将青木父亲的日记交给青木。
青木之姐（聲優：久川綾（日本））
在「2003」中出场。本名：青木瑠璃子。和青木母亲一样，对青木的工作不理解。在「2007」开头，生了第一个孩子「舞」。在「2009」中和丈夫在家中遇害。
老婆婆
「2007」中人物。每天早上与里中恭子搭乘同一辆电车并站在里中面前等着里中让座给她，而里中恭子也是因为要犯人给其让座而被杀害的。在里中恭子受伤倒地后，与车厢中其他乘客一起离开了电车。感染「威尔逊病菌」后自我痊愈了，后被薪刚要求提供血清（治好三好雪子的特效药）。
早瀨昭二
「2008」中的人物。滨田葵的未婚夫，有酒精依赖症，喝酒后会殴打葵。同25年前一样，滨田葵无法忍受到几乎将其杀死。

## 秘密 -The Top Secret-1999

### 故事簡介
故事发生在公元2055年，《秘密 -The Top Secret-2001》事件5年前的美国。在总统谋杀案的调查中，MRI技术首次被应用。当时，只能对植入了晶片的脑部进行扫描，并只能再现死者死前兩年内的事情。

### 登場人物
《秘密 -The Top Secret-1999》的中文译名均依照台湾东立出版社出版的《最高机密》单行本的翻译。
凯文・路密斯
读唇术的专家，因其技能被要求协助参与总统谋杀案的调查。对其母亲抱有亲情之外的感情，并在事件解决后搬离了与母亲的家。
约翰・B・李德
第57任美国总统。52岁。清廉、洁白、正义。在白宫举办的52岁生日宴会上，约翰・B・李德在女儿黛伯拉的介绍下结识了其男友马殊・哈维，并爱上了他。两个月后，在希尔顿・海德度假别墅度假时，约翰・B・李德遇持刀强盗抢劫，为抢回强盗手中的钱包被捅伤，因撕毁钱包中藏着的马殊相片而延误了呼救时间，最后身亡。
罗斯・马可雷／马殊・哈维
推定年龄18～23，国籍不明，奥地利反政府武装组织BD的首脑。他以「马殊・哈维」的化名，与总统女儿黛伯拉读同间研究所，并与其成为恋人。在总统52岁生日宴会时由黛伯拉引见给总统，总统并不知晓马殊的真实身份。总统谋杀案后，虽遭FBI全力追缉，罗斯・马可雷仍行踪不明，而他接近总统的目的也无人知晓。
黛博拉・李德
约翰・B・李德的女儿。

## 用語
MRI調查法
MRI是Memory Reproduction Imaging System 的簡寫。為2060年最先進的調查方式，方法是维持死後一定時間內取出且未經損傷的腦部与生前同样的状态，給予一定的電氣刺激，讓平常只有5-10%工作狀態的大腦發揮至120%的效能，將已死的犯人或受害人生前「看見」的影像記憶，全部無誤差地重現在屏幕上（最久可追溯到5年以前）。調查員能以重現的影像為基礎來分析行兇者的手法以及受害人的遇害地點等，為科學警察研究所.法醫第九研究室（日本唯一采用此调查法的机构）查案時採用的先進科技。
相比以往的傳統驗屍，MRI調查法可以得到更龐大的情報，可惜缺點在於所重現的影像（即死者所「看見」的），由於受死者的思維所影響，以致與現實（真實世界的影物）有一定的差異，甚至乎連妖怪、幽靈也會出現在影像上，對日以繼夜地觀看影片的調查員們構成沉重心理壓力；而且，被重現的只有影像而已，卻不能重現聲音，所以難於理解，需要依賴讀唇術來協助調查。雖然這種調查法對破案十分有利，但同時也極大的侵犯了對象的隱私權，所以只有少數重大案件才會用到這種調查方法。

## 出版書籍
《WILD CATS 野貓》：收錄短篇故事「秘密 -The Top Secret- 1999」。
最高機密
| 冊數 | 白泉社         | 白泉社                 | 東立出版社     | 東立出版社             |
| 冊數 | 發售日期       | ISBN                   | 發售日期       | ISBN                   |
| ---- | -------------- | ---------------------- | -------------- | ---------------------- |
| 1    | 2001年12月19日 | ISBN 4-592-13234-3     | 2002年6月10日  | ISBN 986-11-0558-1     |
| 2    | 2003年5月29日  | ISBN 4-592-13235-1     | 2004年3月25日  | ISBN 986-11-3294-5     |
| 3    | 2007年2月28日  | ISBN 978-4-592-13236-3 | 2007年7月9日   | ISBN 978-986-11-9706-7 |
| 4    | 2008年1月29日  | ISBN 978-4-592-13237-0 | 2008年4月24日  | ISBN 978-986-10-1355-8 |
| 5    | 2008年8月5日   | ISBN 978-4-592-14535-6 | 2008年10月30日 | ISBN 978-986-10-2241-3 |
| 6    | 2009年3月5日   | ISBN 978-4-592-14536-3 | 2009年6月5日   | ISBN 978-986-10-3398-3 |
| 7    | 2009年10月29日 | ISBN 978-4-592-14537-0 | 2010年2月6日   | ISBN 978-986-10-4676-1 |
| 8    | 2010年8月5日   | ISBN 978-4-592-14538-7 | 2010年11月22日 | ISBN 978-986-10-6072-9 |
| 9    | 2011年3月5日   | ISBN 978-4-592-14539-4 | 2011年12月23日 | ISBN 978-986-10-7477-1 |
| 10   | 2011年11月28日 | ISBN 978-4-592-14540-0 | 2013年3月8日   | ISBN 978-986-10-9277-5 |
| 11   | 2012年10月29日 | ISBN 978-4-592-14541-7 | 2013年11月26日 | ISBN 978-986-324-137-9 |
| 12   | 2012年10月29日 | ISBN 978-4-592-14542-4 | 2014年1月13日  | ISBN 978-986-324-138-6 |

| 冊數 | 白泉社         | 白泉社                 | 東立出版社    | 東立出版社                           |
| 冊數 | 發售日期       | ISBN                   | 發售日期      | ISBN                                 |
| ---- | -------------- | ---------------------- | ------------- | ------------------------------------ |
| 1    | 2015年12月18日 | ISBN 978-4-592-21831-9 | 2025年8月15日 | ISBN 978-626-02-3428-7（首刷書盒版） |
| 2    | 2015年12月18日 | ISBN 978-4-592-21832-6 | 2025年8月15日 | ISBN 978-626-02-3428-7（首刷書盒版） |
| 3    | 2016年1月5日   | ISBN 978-4-592-21833-3 | 2025年8月15日 | ISBN 978-626-02-3428-7（首刷書盒版） |
| 4    | 2016年1月5日   | ISBN 978-4-592-21834-0 | 2025年8月15日 | ISBN 978-626-02-3428-7（首刷書盒版） |
| 5    | 2016年2月5日   | ISBN 978-4-592-21835-7 | 2025年8月15日 | ISBN 978-626-02-3428-7（首刷書盒版） |
| 6    | 2016年2月5日   | ISBN 978-4-592-21836-4 | 2025年8月15日 | ISBN 978-626-02-3428-7（首刷書盒版） |
| 7    | 2016年3月4日   | ISBN 978-4-592-21837-1 |               |                                      |
| 8    | 2016年3月4日   | ISBN 978-4-592-21838-8 |               |                                      |
| 9    | 2016年4月5日   | ISBN 978-4-592-21839-5 |               |                                      |
| 10   | 2016年4月5日   | ISBN 978-4-592-21840-1 |               |                                      |
| 11   | 2016年4月20日  | ISBN 978-4-592-21841-8 |               |                                      |
| 12   | 2016年4月20日  | ISBN 978-4-592-21842-5 |               |                                      |

最高機密 season0
| 冊數 | 日文標題               | 中文標題     | 白泉社                 | 白泉社                 | 東立出版社             | 東立出版社             |
| 冊數 | 日文標題               | 中文標題     | 發售日期               | ISBN                   | 發售日期               | ISBN                   |
| ---- | ---------------------- | ------------ | ---------------------- | ---------------------- | ---------------------- | ---------------------- |
| 1    |                        | 創世記       | 2013年8月28日          | ISBN 978-4-592-19736-2 | 2015年7月1日           | ISBN 978-986-365-183-3 |
| 2    |                        | 原罪         | 2015年9月4日           | ISBN 978-4-592-19737-9 | 2016年6月29日          | ISBN 978-986-365-184-0 |
| 3    | ISBN 978-4-592-19738-6 | 原罪         | 2015年9月4日           | 2016年7月27日          | ISBN 978-986-462-217-7 |                        |
| 4    |                        | 可見光       | 2016年8月5日           | ISBN 978-4-592-19739-3 | 2017年1月18日          | ISBN 978-986-470-885-7 |
| 5    |                        | 增殖         | 2017年9月5日           | ISBN 978-4-592-21235-5 | 2018年5月11日          | ISBN 978-986-486-898-8 |
| 6    | ISBN 978-4-592-21236-2 | 增殖         | 2017年9月5日           | 2018年8月17日          | ISBN 978-986-486-899-5 |                        |
| 7    |                        | 冬蟬         | 2018年7月5日           | ISBN 978-4-592-21237-9 | 2019年10月21日         | ISBN 978-957-26-1682-6 |
| 8    |                        | 惡作劇(遊戲) | 2019年7月5日           | ISBN 978-4-592-21238-6 | 2020年8月6日           | ISBN 978-957-26-4434-8 |
| 9    | 2020年9月4日           | 惡作劇(遊戲) | ISBN 978-4-592-21239-3 | 2022年3月17日          | ISBN 978-957-26-5845-1 |                        |
| 10   | 2021年7月5日           | 惡作劇(遊戲) | ISBN 978-4-592-21240-9 | 2022年12月23日         | ISBN 978-957-26-7657-8 |                        |
| 11   |                        | DNA          | 2025年2月20日          | ISBN 978-4-592-22291-0 |                        |                        |
| 12   | ISBN 978-4-592-22292-7 | DNA          | 2025年2月20日          |                        |                        |                        |

### 相關書籍
公式導讀
秘密 PERFECT PROFILE（秘密 パーフェクトプロファイル）
- 2016年8月5日發售、ISBN 978-4-592-21843-2

收錄兩篇單行本沒有的章節。

## 電視動畫
以《秘密 〜The Revelation〜》為標題所改編而成的日本電視動畫。由Madhouse擔綱製作、MOOK DLE協助製作。於2008年4月8日起，逢週三零晨1時29分於日本電視系播放。電視動畫的旁白由池田秀一負責。
標題所使用的單字「Revelation」原意為「揭露、暴露」，本劇也是在探討揭露別人的私密當中的對與錯。
與漫畫版一樣，以多個故事作為單元，架構出整個系列。當然賣點仍然落在《秘密》系列中獨有的科幻設定：MRI調查法（一種能將已死者的大腦影像重現屏幕的先進技術）。但每一單元故事其實都在反思窺探別人內心深處秘密、侵犯私隱；與幫助受害者、制裁罪犯之間的種種道德判斷。
動畫版的故事以男主角青木一行的所遇所想為中心，時間則設置為青木初出茅廬之時，由於熟識讀唇術，對機關能提供關鍵性的貢獻，因而被派往以MRI聞名的政府機關「第九」工作，於此初遇意想不到地年輕且怪氣的上司薪剛。對於在「第九」裡所面對的工作及心理壓力，青木甚不習慣，也因此不停地反思自己的工作意義何在...

### 製作人員
- 監督：青山弘
- 企劃：奧田誠治（NTV）、平山博志（VAP）、丸山正雄（MADHOUSE）
- 監製：中谷敏夫（NTV）、田村學（VAP）、笠原陽介（NTV）
- 系列構成：鈴木智
- 人物設定.總作畫監督：大下久馬
- 美術監督：清水友幸（Studio Wyeth）
- 美術設定：杉山普史（Studio Wyeth）
- 色彩設計：關根榮子
- 攝影監督：坂卷哲嗣（DECOLOCO）
- 編輯：小島俊彥（岡安Promotion）
- CG製作：村田英曉（Office Pri-On）
- 音響監督：本田保則
- 錄音：伊東光春（Tavac）
- 音響效果：長谷川卓也（SOUND BOX）
- 音樂監製：千石一成
- 音樂：平野義久
- 音樂協力：日本電視音樂、VAP
- 助理監製：進藤友博
- 企劃協力：白泉社「MELODY」編輯部
- 動畫監製：吉本聰
- 動畫製作：MADHOUSE
- 動畫製作協力：MOOK DLE
- 製作版權：秘密製作委員會（日本電視台、D.N. Dream Partners、VAP、MADHOUSE）

### 主題曲
- 片頭曲

作詞：翔太／作曲：KOJI／編曲：佐久間正英、ALvino / 演唱：ALvino
單曲專輯：VPCC-82255 （發行日：2008年5月21日）
- 片尾曲

演唱、作詞、作曲：／編曲：澤近泰輔
單曲專輯：VPCC-82253 （發行日：2008年5月14日）

### 各話列表
| 話數    | 日文標題 | 中文標題             | 腳本            | 分鏡            | 演出          | 作畫監督                     | 播出日期      |
| ------- | -------- | -------------------- | --------------- | --------------- | ------------- | ---------------------------- | ------------- |
| case 1  |          | 大腦與旅行的男人     | 鈴木智          | 青山弘          | 香川豊        | 垪和等                       | 2008年 4月8日 |
| case 2  |          | （前篇）             | 鈴木智          | 小島正幸        | 山岡実        | 諸貫哲朗                     | 4月15日       |
| case 3  |          | （後篇）             | 鈴木智          | 渕上真          | 渕上真        | 谷口守泰                     | 4月22日       |
| case 4  |          | 幸福之歌             | 川嶋澄乃        | 森田宏幸        | 櫛引康志      | 杉山東夜美                   | 4月29日       |
| case 5  |          | 絹子（前篇）         | 川嶋澄乃        | 水野和則        | 高橋滋春      | 横田和彦 猿渡聖加            | 5月6日        |
| case 6  |          | 絹子（後篇）         | 川嶋澄乃        | 坂田純一        | 平田豊        | 古佐小吉重                   | 5月13日       |
| case 7  |          | 看不見的臉           | 宍戸義孝 鈴木智 | 江上潔          | 水野健太郎    | 櫻井このみ                   | 5月20日       |
| case 8  |          | 改造                 | 林壮太郎        | ひいろゆきな    | ひいろゆきな  | 宮本佐和子                   | 5月27日       |
| case 9  |          | ＊（星號）           | 都築孝史        | 森田宏幸        | 鈴野貴一      | 渡辺奈月                     | 6月3日        |
| case 10 |          | 箱中鼠               | 小林雄次        | 影山楙倫        | 所俊克        | 波風立流                     | 6月10日       |
| case 11 |          | 不要碰那顆頭         | 藤岡美暢        | 坂田純一        | 八田洋介      | 青野厚司 宮本佐和子          | 6月17日       |
| case 12 |          | 來訪者（前篇）       | 林壮太郎        | 影山楙倫        | 渡邉こと乃    | 趙瑛夾 李正弼                | 6月24日       |
| case 13 |          | 來訪者（後篇）       | 林壮太郎        | 小島正幸        | 平田豊        | 猿渡聖加                     | 7月1日        |
| case 14 |          | 穿紅色高跟鞋的女人   | 鈴木智          | 森田宏幸        | 高橋滋春      | 古佐小吉重                   | 7月8日        |
| case 15 |          | 哀歌                 | 川嶋澄乃        | 小川直也        | 水野健太郎    | 横田和彦                     | 7月15日       |
| case 16 |          | 最終採取             | 小林雄次        | 石塚敦子        | 石塚敦子      | 菊池愛                       | 7月22日       |
| case 17 |          | 目擊                 | 林壮太郎        | 滝川和男        | 所俊克        | 波風立流                     | 7月29日       |
| case 18 |          | 誰也沒看見（前篇）   | 鈴木智          | 渕上真          | 渕上真        | 諸貫哲朗 高瀬言 Kim Yong-sik | 8月5日        |
| case 19 |          | 誰也沒看見（中篇）   | 鈴木智          | 山岡実          | 山岡実        | 宮本佐和子                   | 8月12日       |
| case 20 |          | 誰也沒看見（後篇）   | 鈴木智          | 坂田純一        | 渡邉こと乃    | 李憨培 趙瑛夾                | 8月19日       |
| case 21 |          | 侵蝕                 | 宍戸義孝 鈴木智 | 森田宏幸        | 平田豊        | 古佐小吉重                   | 8月26日       |
| case 22 |          | 倒數計時             | 林壮太郎        | 水野和則        | 高橋滋春      | 横田和彦 高瀬言              | 9月2日        |
| case 23 |          | 尋找我的身體（前篇） | 川嶋澄乃        | 小島正幸        | 八田洋介      | 猿渡聖加                     | 9月9日        |
| case 24 |          | 尋找我的身體（後篇） | 川嶋澄乃        | 石塚敦子        | 石塚敦子      | 菊池愛                       | 9月16日       |
| case 25 |          | 犧牲                 | 鈴木智          | 森田宏幸        | 渕上真        | 波風立流                     | 9月23日       |
| case 26 |          | 樂園                 | 鈴木智          | 水野和則 青山弘 | 青山弘 山岡実 | 宮本佐和子 垪和等 高口弘     | 9月30日       |

### 播放電視台
日本深夜動畫：下文記載的日本国内播放時間使用日本標準時間（UTC+9）表示。因為部分時間标识會採用30小时制，因此請留意这类超过24:00的时间，其實際播放時間為翌日清晨。
| 播放地區   | 電視台      | 播放期間                      | 播放時間                   |
| ---------- | ----------- | ----------------------------- | -------------------------- |
| 關東廣域圈 | 日本電視台  | 2008年4月8日 - 2008年9月30日  | 星期二 25時29分 - 25時59分 |
| 日本全國   | 日本電視台+ | 2008年7月17日 -               | 星期四 23時30分 - 24時00分 |
| 日本海外   |             |                               |                            |
| 臺灣       | 華視        | 2012年7月8日 - 2012年12月23日 | 星期日 17時30分-18時00分   |

## 電影
《秘密 THE TOP SECRET》是將於2016年8月預定上映的電影。大友啓史指導。生田斗真與岡田将生是七年以來再次共演。

### 演員陣容
- 薪剛：生田斗真
- 青木一行：岡田將生
- 眞鍋駿介：大森南朋

### 製作團隊
- 原作 - 清水玲子《最高機密》
- 監督 - 大友啓史
- 劇本 - 高橋泉、大友啓史、LEE SORK JUN、KIM SUN MEE
- 音樂 - 佐藤直紀
- 企画・發行 - 松竹
- 製作 - 《秘密 THE TOP SECRET》製作委員会

## 電視劇
改編電視劇自2025年1月20日至4月7日於關西電視台的月10時段播出，由板垣李光人與中島裕翔雙主演。
台灣由KKTV於2025年1月21日起跟播。

### 登場人物
- 薪剛：板垣李光人
- 青木一行：中島裕翔
- 鈴木克洋：中島裕翔（一人二角）
- 三好雪子：門脇麥[7]
- 貝沼清孝：國村隼[8]
- 岡部靖文：高橋努[8]
- 瀧本幹生：真島秀和[9]
- 菅井律子：鳴海唯[9]
- 警察廳長官：利重剛[9]

### 製作團隊
- 原作：清水玲子『最高機密』『最高機密 season0』（白泉社『MELODY』連載）
- 劇本：佐藤嗣麻子
- 配樂：小島裕規"Yaffle"
- 主題曲：BUDDiiS「Iris」（SDR inc.）[9]
- 片頭曲：Penthouse（Victor Entertainment）[10]
- 導演：松本佳奈、寶來忠昭、根本和政、稻留武
- 製作人：豐福陽子、近藤匡、近藤多聞
- 制作協力：C&I entertainment
- 制作：關西電視台

### 播出日程
- 第2話原定於1月27日播出，因富士電視台緊急直播記者會而延後一週播出[11]。

| 集數                                                       | 播出日期 | 標題 | 導演     | 收視率 |
| ---------------------------------------------------------- | -------- | ---- | -------- | ------ |
| 第1話                                                      | 1月20日  |      | 松本佳奈 | 6.4%   |
| 第2話                                                      | 2月03日  |      | 松本佳奈 |        |
| 第3話                                                      | 2月10日  |      | 松本佳奈 |        |
| 第4話                                                      | 2月17日  |      | 松本佳奈 |        |
| 第5話                                                      | 2月24日  |      | 松本佳奈 |        |
| 第6話                                                      | 3月03日  |      | 稻留武   |        |
| 第7話                                                      | 3月10日  |      | 寶來忠昭 |        |
| 第8話                                                      | 3月17日  |      | 寶來忠昭 |        |
| 第9話                                                      | 3月24日  |      | 寶來忠昭 |        |
| 第10話                                                     | 3月31日  |      | 根本和政 |        |
| 最終話                                                     | 4月07日  |      | 根本和政 |        |
| （收視率由Video Research調查關東地區、家戶的即時統計資料） |          |      |          |        |

## 外部連結
漫畫
- （日語）《秘密 -Top Secret-》特集頁 （页面存档备份，存于）

電視動畫
- （日語）秘密 〜The Revelation〜 - 日本電視台官方網站 （页面存档备份，存于）
- （日語） 《秘密 〜The Revelation〜》作者、主要聲優及製作人專訪

電影
- （日語）電影官方網站 - 白泉社
- （日語）電影官方網站 - 松竹
- （繁體中文）《秘密在臺灣上映的fb宣傳頁》 （页面存档备份，存于）

電視劇
- 電視劇官方網站 - 關西電視台（日語）
  - 電視劇官方的X（前Twitter）
  - 電視劇官方的Instagram帳戶

| 日本 富士電視網 週一晚間十點連續劇   | 日本 富士電視網 週一晚間十點連續劇               | 日本 富士電視網 週一晚間十點連續劇 |
| ------------------------------------ | ------------------------------------------------ | ---------------------------------- |
|                                      | 秘密〜THE TOP SECRET〜 （2025年1月20日－4月7日） |                                    |
| Monster （2024年10月14日－12月23日） | 從奪走你的那天起 （2025年4月21日－6月30日）      |                                    |